# Dodecaedro romano

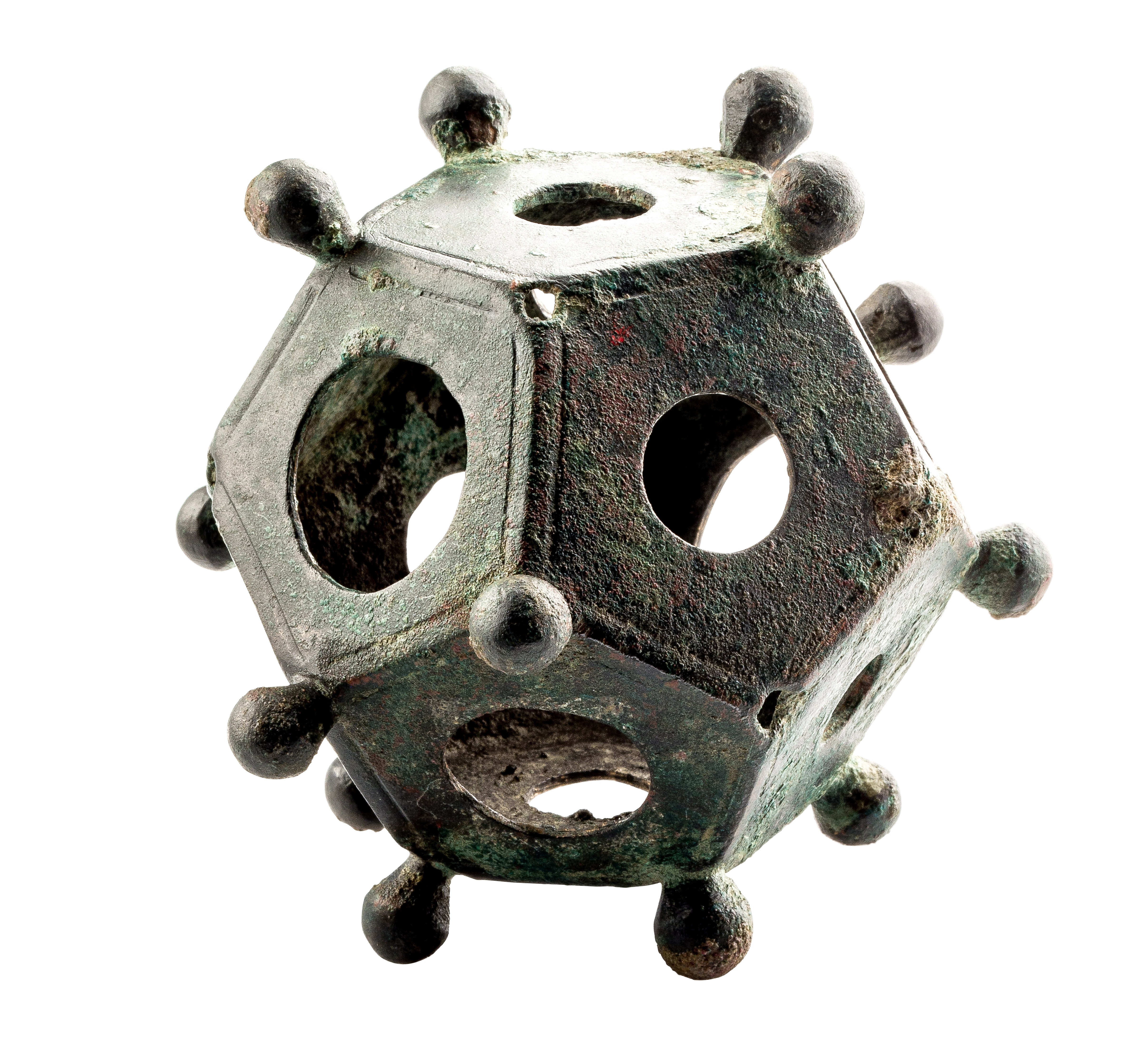
Dodecaedro romano encontrado em Tongeren (Bélgica), Museu Galo-Romano (Tongeren)

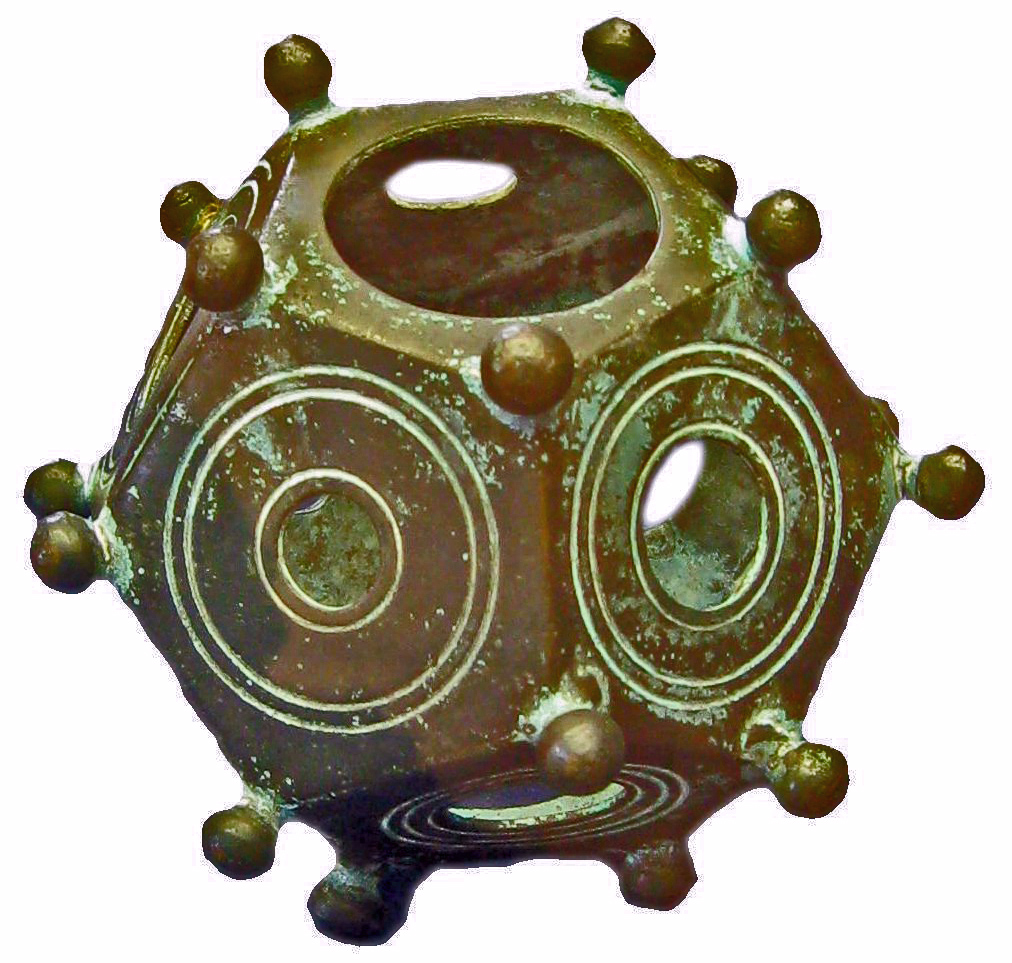
Dodecaedro romano encontrado em Schwarzenacker (Alemanha)

Dodecaedro romano é um pequeno objeto oco de bronze ou pedra em forma dodecaedral, com doze faces retas pentagonais, cada uma com uma abertura circular no meio (de diâmetro variável) que se conecta ao centro vazio. Os dodecaedros romanos datam dos séculos III ou II a.C.

## História
Aproximadamente cem destes objetos foram encontrados entre a Inglaterra e a Hungria e ao leste da Itália, sendo a maioria descobertos na Alemanha e na França. Seu tamanho varia de quatro a onze centímetros, variando também em termos de textura.

## Usos
A função ou o uso do dodecaedro permanece um mistério; nenhuma menção a ele foi encontrada em imagens ou registros de época. Entre as utilidades propostas por estudiosos modernos, especula-se que o objeto pode ter servido como: castiçal; dado; arma de guerra; brinquedo infantil; instrumento de análise; mecanismo para determinar a época das colheitas; mecanismo utilizado para calibrar sistemas de canalização; e apoio de estandartes do exército. Sugeriu-se também que ele pode ter sido uma espécie de artefacto religioso, sendo esta teoria baseada no fato de que a maioria dos exemplares foi encontrada em sítios arqueológicos galo-romanos. Existe ainda uma suspeita de que foram utilizados na confecção de cordas para navegação etc.